# Almodôvar
Pour les articles homonymes, voir Almodovar.
Almodôvar (phonétique : [aɫmu'dovaɾ] ou [-vɐɾ], en arabe : المدوّر Al-Mudawwar) est une ville et une municipalité du Portugal faisant partie du district de Beja ayant une superficie de 777,9 km2 et une population de 7 449 habitants.
Le maire actuel est António Bota (PSD).

## Géographie
Almodôvar est limitrophe :
- au nord, de Castro Verde,
- à l'est, de Mértola,
- au sud-est, de Alcoutim,
- au sud, de Loulé,
- au sud-ouest, de Silves,
- à l'ouest et au nord-ouest, de Ourique.

## Démographie
| 1801  | 1849  | 1900   | 1930   | 1960   | 1981   | 1991  | 2001  | 2011  |
| ----- | ----- | ------ | ------ | ------ | ------ | ----- | ----- | ----- |
| 5 945 | 8 215 | 11 089 | 14 180 | 16 028 | 10 637 | 8 999 | 8 145 | 7 449 |

## Subdivisions

Carte des paroisses d'Almodôvar.

Depuis la loi no 11-A/2013 du 28 janvier 2013, portant réorganisation administrative du territoire des freguesias, la municipalité d'Almodôvar comprend 6 paroisses (freguesia en portugais) contre 8 auparavant :
- Aldeia dos Fernandes,
- Almodôvar e Graça dos Padrões (fusion d'Almodôvar et Senhora da Graça de Padrões)
- Rosário
- Santa Clara-a-Nova e Gomes Aires (fusion de Santa Clara-a-Nova et Gomes Aires)
- Santa Cruz,
- São Barnabé

## Jumelages
- Paul (Cap-Vert)[3]